# Lovat'
Il Lovat' (in russo Ло́вать, in bielorusso Ловаць, Lovac') è un fiume della Bielorussia settentrionale e della Russia europea occidentale (oblast' di Pskov e Novgorod), tributario del lago Il'men'.
Nasce dal piccolo lago Lovatec, situato nell'estremo nordest della Bielorussia nella regione delle alture di Gorodok, prendendo direzione meridionale ma curvando dopo pochi chilometri per assumere direzione settentrionale. Costeggia ad oriente le alture di Bežanicy, bagnando la città di Velikie Luki; entra successivamente in una zona più piatta, spesso paludosa, ricevendo da destra l'affluente Kun'ja e da sinistra (nei pressi di Cholm) la Loknja. Prosegue successivamente la sua corsa verso nord, con un corso tipico del fiume di pianura, largo e sinuoso; riceve da sinistra, nel basso corso, la Red'ja e il Polist' e sfocia con un piccolo delta, condiviso con il fiume Pola, nel lago Il'men'.
Il Lovat' è navigabile negli ultimi 70 km di corso; gela però nei mesi invernali, all'incirca da dicembre ad aprile.
Il fiume Lovat' era, ai tempi dello Stato della Rus' di Kiev, una importantissima via di comunicazione e costituiva parte della grande arteria commerciale cosiddetta dai variaghi ai greci.